# Дуглас, Стивен
Стивен Арнольд Дуглас (англ. Stephen Arnold Douglas; 23 апреля 1813, Брандон, Вермонт — 3 июня 1861, Чикаго, Иллинойс) — американский политик и юрист из Иллинойса. Будучи Сенатором, был одним из двух кандидатов от расколовшейся Демократической партии, баллотировавшихся на пост президента на выборах 1860 года, на которых победил Авраам Линкольн. До этого Дуглас победил Линкольна на выборах в Сенат США 1858 года в Иллинойсе, которые известны своими дебатами между ними. Политик был одним из посредников Компромисса 1850 года, который стремился предотвратить раскол США, позже для решения проблемы распространения рабства на территории Дуглас стал главным сторонником концепции народного суверенитета, подразумевавшей, что каждой территории должно быть разрешено определять, разрешать ли рабство в пределах своих границ на основании мнения её жителей. Однако эта попытка решить проблему была отвергнута как сторонниками, так и противниками рабства. Дугласа был известен как «Маленький гигант» из-за своего небольшого роста и большого влияния в политике.

## Биография
Стивен Дуглас родился 23 апреля 1813 года в Брандоне в штате Вермонт, но в 1833 году переехал в Джексонвилл, чтобы основать юридическую практику. Ему удалось добиться политических успехов в качестве члена недавно сформированной Демократической партии; он был избран в Палату представителей Иллинойса и занимал другие политические должности.
В 1843 году он был избран в Палату представителей и ушел из Верховного суда Иллинойса. Там Дуглас стал союзником президента Джеймса Полка, выступал за аннексию Техаса и поддерживал американо-мексиканскую войну. Кроме того, он был одним из четырех северных демократов в Палате, проголосовавших против поправки Уилмота, которая предлагало запретить рабство на любой территории, приобретенной у Мексики.
Законодательное собрание Иллинойса избрало Дугласа в Сенат США в 1847 году и Дуглас одним из лидером Демократической партии в 1850-х годах. Вместе с вигом Генри Клеем он возглавил усилия по принятию Компромисса 1850 года, который урегулировал территориальные вопросы, связанные с рабством и возникшие в результате войны с Мексикой. Дуглас был одним из кандидатов на пост президента на Национальном съезде Демократической партии 1852 года, но проиграл номинацию Франклину Пирсу. Стремясь открыть западные территории для заселения и развития, в 1854 году Дуглас представил закон Канзас-Небраска. Он надеялся, этот закон ослабит напряженность между севером и югом, но вместо этого акт вызвал сильную реакцию на Севере и подстегнул подъем новообразованной Республиканской партии, выступавшей против рабства. Дуглас снова баллотировался на пост президента в 1856 году, но снова проиграл, на этот раз Джеймсу Бьюкенену, который в итоге победил на выборах. Позже Бьюкенен и Дуглас разошлись во мнениях по вопросу признания Канзаса рабовладельческим штатом, поскольку Дуглас обвинил поддерживающий рабство законодательный орган Канзаса в проведении несправедливых выборов на фоне гражданской войны штате.
Дуглас был соперником Авраама Линкольна на выборах в Сенат США 1858 года, во время которых он пытался переизбраться и одержал победу над республиканцем. На национальном съезде демократов 1860 года разногласия по поводу рабства привели к выходу южных делегатов из зала проведения конвенции. Съезд делегатов севера выдвинул Дугласа на пост президента, в то время как южные демократы поддержали вице-президента Джона Брекинриджа. На выборах 1860 года Линкольн и Дуглас были основными кандидатами на севере, в то время как большинство южан поддерживали либо Брекинриджа, либо Джона Белла из Партии конституционного союза. Дуглас проводил агитацию по всей стране и предупреждал избирателей об опасностях отделения штатов, призывая свою аудиторию оставаться лояльной Соединенным Штатам. В конечном итоге, сильная поддержка Линкольна на Севере привела к его победе на выборах. После битвы за форт Самтер и начала гражданской войны Дуглас поддержал север. В июне 1861 года он умер в Чикаго.
Дуглас был соперником Линкольна не только в политике — он ухаживал за Мэри Тодд, добиваясь её благосклонности, однако та предпочла ему Линкольна.

## Память
Его имя носит округ и его столица в штате Джорджия, хотя первоначально их назвали в честь чернокожего аболициониста Фредерика Дугласа; власти изменили описание, чтобы быстро погасить растущее недовольство южан.